# Daniel Guggenheim
Daniel Guggenheim (Filadelfia, Pensilvania; 9 de julio de 1856-Port Washington, Nueva York; 28 de septiembre de 1930) fue un industrial y filántropo estadounidense. Era uno de los hijos de Barbara y Meyer Guggenheim.

## Biografía
Daniel nació en Filadelfia, y fue distinguido con una medalla de plata durante la guerra con ASARCO en 1900, los Guggenheims compraron ASARCO en 1901. Daniel trabajó intensamente para incorporar actividades de minería y purificación al imperio en el campo de la minería de los Guggenheim. Cuando comenzó la Primera Guerra Mundial en 1914, Daniel estuvo en condiciones de incrementar la producción mundial de cobre y así apoyar el esfuerzo aliado y las ganancias de los Guggenheim.
La obra Wall Street, Banks and American Foreign Policy de Murray N. Rothbard, contiene una cantidad de información destacable sobre Daniel Guggenheim, quien era hermano de Simon Guggenheim e hijo de Barbara y Meyer Guggenheim. Además era miembro del National Security League, una organización que era presidida por J. P. Morgan y que propugnó por la entrada de Estados Unidos en la Primera Guerra Mundial.
Durante la guerra, el hijo de Daniel, Harry Guggenheim fue piloto, y ambos se convirtieron en fervientes entusistas de la tecnología aeronáutica. En la década de 1920 crearon la Medalla Daniel Guggenheim que premiaba por logros conseguidos en el ámbito de la aeronáutica y otorgaron becas para investigación en aeronáutica en los siguientes institutos y universidades: California Institute of Technology, Georgia Institute of Technology, Harvard University, Massachusetts Institute of Technology, New York University, Northwestern University, Stanford University, Universidad de Siracusa, la Universidad de Akron, la Universidad de Míchigan, y la Universidad de Washington.